# Conus longurionis
Conus longurionis е вид охлюв от семейство Conidae. Видът не е застрашен от изчезване.

## Разпространение и местообитание
Разпространен е в Индия (Андхра Прадеш, Керала и Тамил Наду), Малайзия (Западна Малайзия), Мозамбик, Тайланд, Танзания и Шри Ланка.
Обитава крайбрежията и пясъчните дъна на морета. Среща се на дълбочина от 25 до 50 m.